# ورا تولز
ورا تولز (انگلیسی: Wera Tools) شرکت ابزارآلات آلمانی است، که در سال ۱۹۳۶ تأسیس شد.